# La Fronde (journal)
Pour les articles homonymes, voir Fronde.

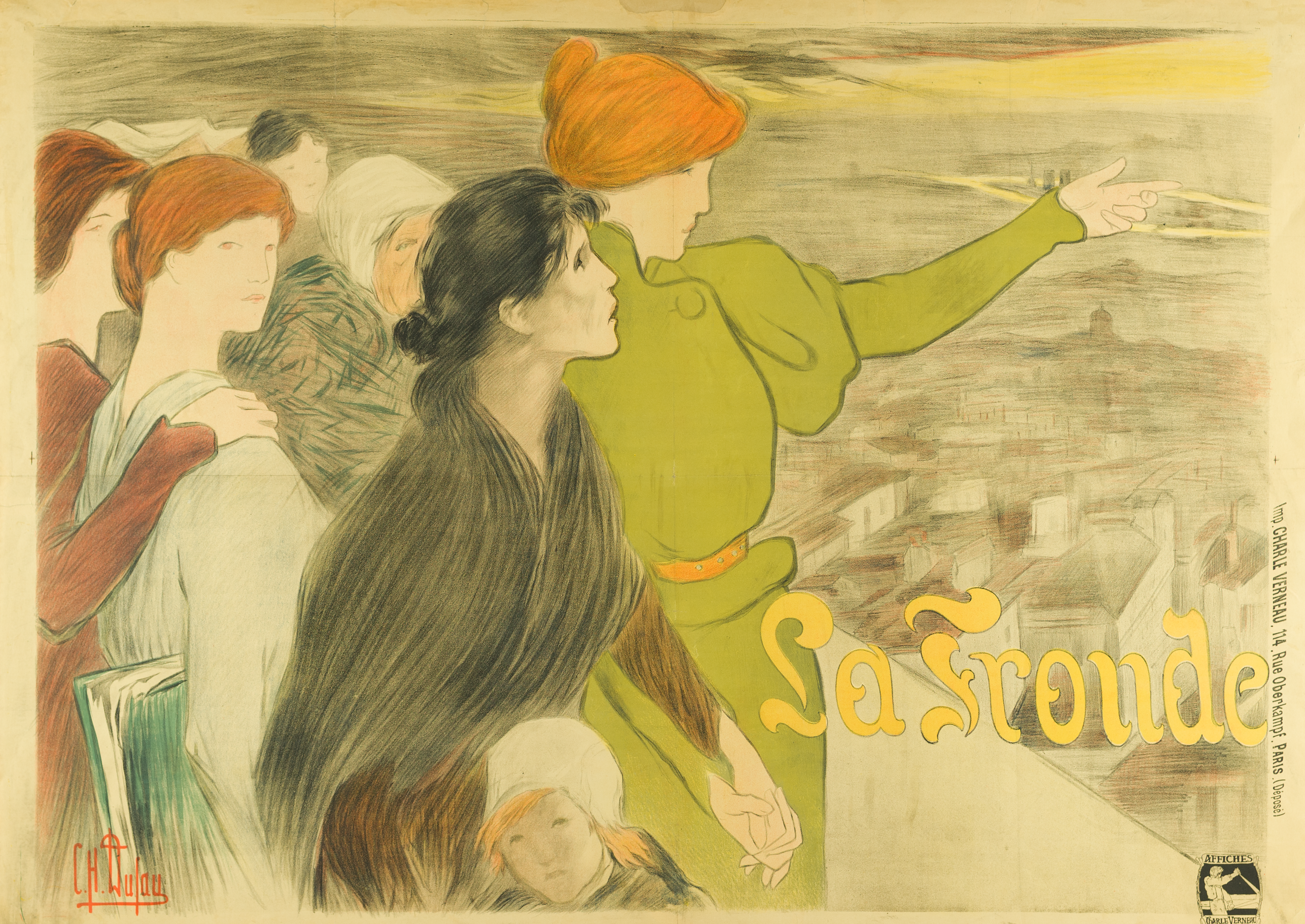
Affiche La Fronde de Clémentine-Hélène Dufau, 1898.

La Fronde est un journal français fondé par Marguerite Durand en 1897 à Paris. Sa parution est quotidienne jusqu’en 1903, puis mensuelle jusqu’en 1905,. Il est repris comme hebdomadaire en 1914 et sa parution est irrégulière de 1929 à 1930.
Il est le premier journal en France à être entièrement conçu et dirigé par des femmes, et le deuxième dans le monde après le journal de l'activiste afro-américaine Josephine St. Pierre Ruffin The Woman's Era (qui toutefois n’était pas quotidien mais mensuel).

## Naissance
En 1896, Marguerite Durand, journaliste au Figaro, est envoyée au Congrès international des droits de la femme qui se tient à Paris,. Enthousiasmée par ce qu'elle entend, elle fonde le quotidien d'information générale, politique et culturelle La Fronde, en 1897. Elle offre ainsi une tribune aux conférencières, pour la défense des droits des femmes. Le premier numéro sort le 9 décembre 1897. La Fronde est ainsi le premier quotidien au monde entièrement conçu et réalisé par des femmes.
Les locaux du journal se trouvent au 14, rue Saint-Georges (9e arrondissement de Paris). Il s'y trouve également une bibliothèque qui constitue le départ de ce qui deviendra la bibliothèque Marguerite-Durand.

## Contexte
Après la Révolution française au cours de laquelle est soulevée la question de l'égalité entre les femmes et les hommes grâce notamment à l'engagement de personnalités comme Olympe de Gouges ou Condorcet, le XIXe siècle réaffirme la supposée infériorité des femmes avec l'inscription de leur minorité dans le Code Civil napoléonien de 1804. Leur place se limite alors à la sphère familiale sous l'autorité du mari ou du père, les privant de tous droits civils ou politiques. Le divorce n'est plus autorisé qu'en cas d'adultère.
Le suffrage universel rétabli en 1848 écarte les femmes malgré leur engagement pour son rétablissement. Il faut attendre 1867 pour que l'État français contraigne les communes de plus de 500 habitants à posséder une école pour filles.
La seconde moitié du XIXe siècle et l'avènement de l'ère industrielle requiert et permet ainsi aux femmes d'avoir une activité salariée mais avec un traitement inférieur et sans pouvoir disposer de leur salaire.
La constitution d'un corpus théorique et le rassemblement des différents courants féministes, grâce à la création, par Marguerite Durand, du journal la Fronde met en évidence les inégalités sur lesquels il reste nécessaire de progresser à la fin du XIXe siècle.
C'est en 1907 que les femmes obtiennent la possibilité de gérer de façon autonome leur salaire.
C'est également au XXe siècle qu'elles obtiennent la possibilité de passer le baccalauréat et de s'inscrire à l'université.

## Le journal

### Rédaction et confection
La Fronde a pour originalité de ne pas être seulement un journal destiné aux femmes, mais un quotidien conçu, rédigé, administré, fabriqué et distribué exclusivement par des femmes : journalistes, rédactrices, collaboratrices, typographes, imprimeuses, colporteuses, l'équipe est entièrement féminine. Marguerite Durand entend ainsi prouver que des femmes peuvent fort bien réussir dans le monde du journalisme, fortement dominé par les hommes, et qu'une entreprise de presse peut fonctionner sans recourir à leur assistance.

### Époques de parution
Le titre paraît quotidiennement de 1897 à 1903 avec un pic de 50 000 lecteurs, puis mensuellement en supplément au journal L'Action d'octobre 1903 à mars 1905, puis il disparaît à la suite des problèmes financiers dus à la mévente. Il reparaît pour quelques numéros entre le 17 août et le 3 septembre 1914, mais le féminisme, occulté par la Première Guerre mondiale, passe au second plan des préoccupations. Marguerite Durand tente de le relancer de mai 1926 à juillet 1928, mais il a perdu son ancrage féminin exclusif et n'est plus que le porte-voix du Parti républicain-socialiste auquel elle a adhéré.

### Objectifs et contenu

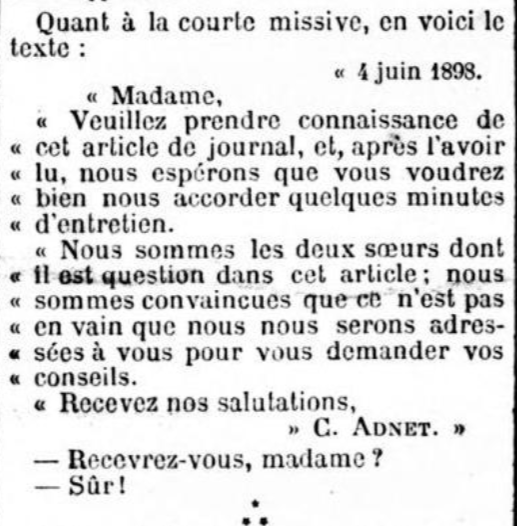
Séverine donnant une lettre de Clotilde Adnet pour la soutenir après son évasion de prison, La Fronde, le 3 juillet 1898.

La Fronde ne se veut pas d'abord un pamphlet anti-hommes. Si ses responsables déclarent la guerre, « ce n'est pas à l'antagonisme masculin, mais aux tyrans qui s'appellent : abus, préjugés, codes caducs, lois arbitraires », « ne cherche pour la femme aucun triomphe sur l'homme, ni le pouvoir despotique par la ruse, ni l'identité des sexes », « réclame l'égalité des droits, le développement sans entraves des facultés de la femme, la responsabilité consciente de ses actes, une place de créature libre dans la société » précise le premier numéro en date du 9 décembre 1897.
« Journal absolument éclectique, porte-parole de tous les partis féministes » est-il indiqué en chapeau d'un article le 11 décembre 1897, et le 13 décembre 1897 : La Fronde « rêve de l'union de toutes les femmes, sans distinction de culte ni de race [... et] prêchera la croisade des intelligences et des cœurs contre les ennemis de l'humanité toute entière : l'Ignorance qui fait les brutes, les tourmenteurs de bêtes, les bourreaux d'enfants ; l'Alcoolisme, pépinière de fous et d'assassins ; l'Intransigeance, qui crée les martyrs ; la Guerre, qui met en deuil les familles et ruine les cités ».
Le journal publie aussi des articles sur l'histoire du féminisme ou sur le mouvement en faveur des femmes à l'étranger et se fait l'écho des revendications d'associations féministes, par exemple :
- 10 décembre 1897 : pétition de la Ligue française pour le droit des femmes au conseil municipal de Paris ;
- 11 décembre 1897 : évocation du « féminisme chrétien » ;
- 17 décembre 1897 : la Société des femmes réclame au groupe parlementaire des « Droits des femmes » la promulgation d'une loi les autorisant à plaider en justice.

Pour travailler sans entraves, Marguerite Durand obtient pour ses journalistes féminins l'accès au palais Bourbon et à la Bourse, pour ses typographes le travail de nuit.
En décembre 1902, le journal soutient Madeleine Pelletier qui souhaite s'inscrire au concours des internats des asiles mais dont la candidature est rejetée car le concours est réservé aux personnes jouissant de leurs droits politiques et, de fait, interdit aux femmes.
Le style du journal suscite des controverses, tant chez ses alliées que ses opposantes. Mais, ayant un fort tirage, il assure la publicité de la cause féministe. Les rédactrices n'hésitent pas, à l'occasion, à dépasser cette cause, par exemple lors de l'affaire Dreyfus, même en sachant que cette implication divise l'ensemble des femmes.
À partir de 1926 est créée une rubrique « Nos frères inférieurs », consacrée aux animaux, avec une dimension animaliste.

### Tribune
Parmi les femmes qui y écrivent, on compte :
- Jeanne Henri Caruchet (1872-1906) : née Nouguès, à Bruxelles, professeure de lettres, fille du militant républicain et communard Louis Nouguès[21], écrit sur l'avortement, sujet qu'elle traite par ailleurs dans son roman L'Ensemencée[22] ;
- Judith Cladel (1873-1958) : femme de lettres, dramaturge, biographe ;
- Jeanne Chauvin : droit pour les femmes d'exercer la profession d'avocat ;
- Blanche Cremnitz (1848-1918) ;
- Alexandra David Neel : journaliste, anarchiste, exploratrice ;
- Louise Debor : « (Le féminisme) est le droit imprescriptible de vivre et de s'appartenir » ;
- Lucie Delarue-Mardrus : poétesse, romancière, journaliste, historienne, sculptrice et dessinatrice ;
- Clotilde Dissard : protection du travail des femmes, élimination du proxénétisme ;
- Germaine Dulac : cinéaste et critique de cinéma ;
- Aimée Fabrègue : femme de lettres ;
- Emmy Fournier (1874-1944), rédactrice en chef de 1898 à 1901, fille de Jeanne Marni ;
- Manoël de Grandfort (1829-1904), romancière, journaliste ;
- Thilda Harlor (1871-1970) : critique d'art et femme de lettres ;
- Myriam Harry (1869-1958) : femme de lettres ;
- Pauline Kergomard : fondatrice des écoles maternelles ;
- Dorothea Klumpke : astronome ;
- Marie Léopold Lacour (1859-1942) : journaliste, dramaturge, poétesse et conteuse ;
- Odette Laguerre : professeur de l'enseignement secondaire des jeunes filles ;
- Alice La Mazière, journaliste féministe ;
- Daniel Lesueur, née Jeanne Loiseau, femme de lettres et philanthrope : elle est la seule femme à intervenir à la tribune de séances plénières du Congrès International du commerce et de l'industrie, lors de l'Exposition universelle de 1900, présentant un rapport sur « l'évolution féminine » et défendant les idées pratiques présentées et largement repris dans les vœux votés en Assemblée générale (juillet 1900). Ce rapport est développé et édité en 1905 ;
- Jeanne Marni (1854-1910), écrivaine, fille de Manoël de Grandfort ;
- Mathilde Méliot (1862-après 1927), journaliste et économiste, spécialiste des questions financières et boursières, sous le pseudonyme Triboulette ;
- Valentine Merelli (1876-1954), sous deux pseudonymes « Paméla, » et « Stick » ;
- Paule Minck : femme de lettres, socialiste, communarde et féministe ;
- Marc de Montifaud, chronique étrangère ;
- Madeleine Pelletier : droit pour les femmes d'exercer la profession de psychiatre, néomalthusianiste ;
- Gabrielle Petit y fait ses premiers pas dans le journalisme, avant de fonder La Femme affranchie[23] ;
- Maria Pognon : égalité des salaires hommes-femmes ;
- Nelly Roussel : militante anarchiste néomalthusianiste passant par la liberté de la femme de disposer librement de son corps ;
- Clémence Royer : scientifique, traductrice de L'Origine des espèces (Darwin) ;
- Hélène Sée[24] : première femme journaliste politique ;
- Avril de Sainte-Croix, qui signe Savioz, du nom de sa mère, auteure féministe[25] ;
- Séverine, née Caroline Rémy : égalité des droits hommes-femmes, reconnaissance du droit pour les femmes de choisir librement – y compris par l'avortement – le temps de leur maternité, passant par l'autorisation des moyens et de la propagande anticonceptionnels, soutien à Émile Zola dans la défense de Dreyfus ;
- Marcelle Tinayre : femme de lettres ;
- Aline Valette : institutrice féministe socialiste ;
- Renée de Vériane, sculptrice : chronique les événements sportifs féminins ;
- Maria Vérone : libre-penseuse et féministe.
- Andrée Viollis : journaliste, grand reporter
- Renée Vivien : poétesse

## Archives
La bibliothèque Marguerite-Durand, située dans le 13e arrondissement de Paris, conserve des numéros de La Fronde, disponibles sous forme numérisée sur le site internet des bibliothèques spécialisées de la ville de Paris.